# Cirrhosoma curvata
Cirrhosoma curvata là một loài bướm đêm trong họ Geometridae.